# Paden City
Paden City is een plaats (city) in de Amerikaanse staat West Virginia, en valt bestuurlijk gezien onder Tyler County en Wetzel County.

## Demografie
Bij de volkstelling in 2000 werd het aantal inwoners vastgesteld op 2860.
In 2006 is het aantal inwoners door het United States Census Bureau geschat op 2683, een daling van 177 (-6,2%).

## Geografie
Volgens het United States Census Bureau beslaat de plaats een oppervlakte van
2,3 km², geheel bestaande uit land. Paden City ligt op ongeveer 218 m boven zeeniveau.

## Plaatsen in de nabije omgeving
De onderstaande figuur toont nabijgelegen plaatsen in een straal van 16 km rond Paden City.